# Köröstarcsa
Köröstarcsa är en ort i Ungern. Den ligger i provinsen Békés, i den centrala delen av landet, 170 km öster om huvudstaden Budapest. Antalet invånare är 2 786.